# Bitwa pod San Romano (obraz Paola Uccella)
Bitwa pod San Romano – obraz autorstwa renesansowego malarza Paola Uccella, wchodzący w skład cyklu trzech obrazów opisujących historyczne epizody ze zwycięstwa wojsk florenckich dowodzonych przez kondotiera Niccola da Tolentino nad oddziałami sieneńskimi w bitwie pod San Romano pomiędzy Florencją a Sieną w 1432 roku.

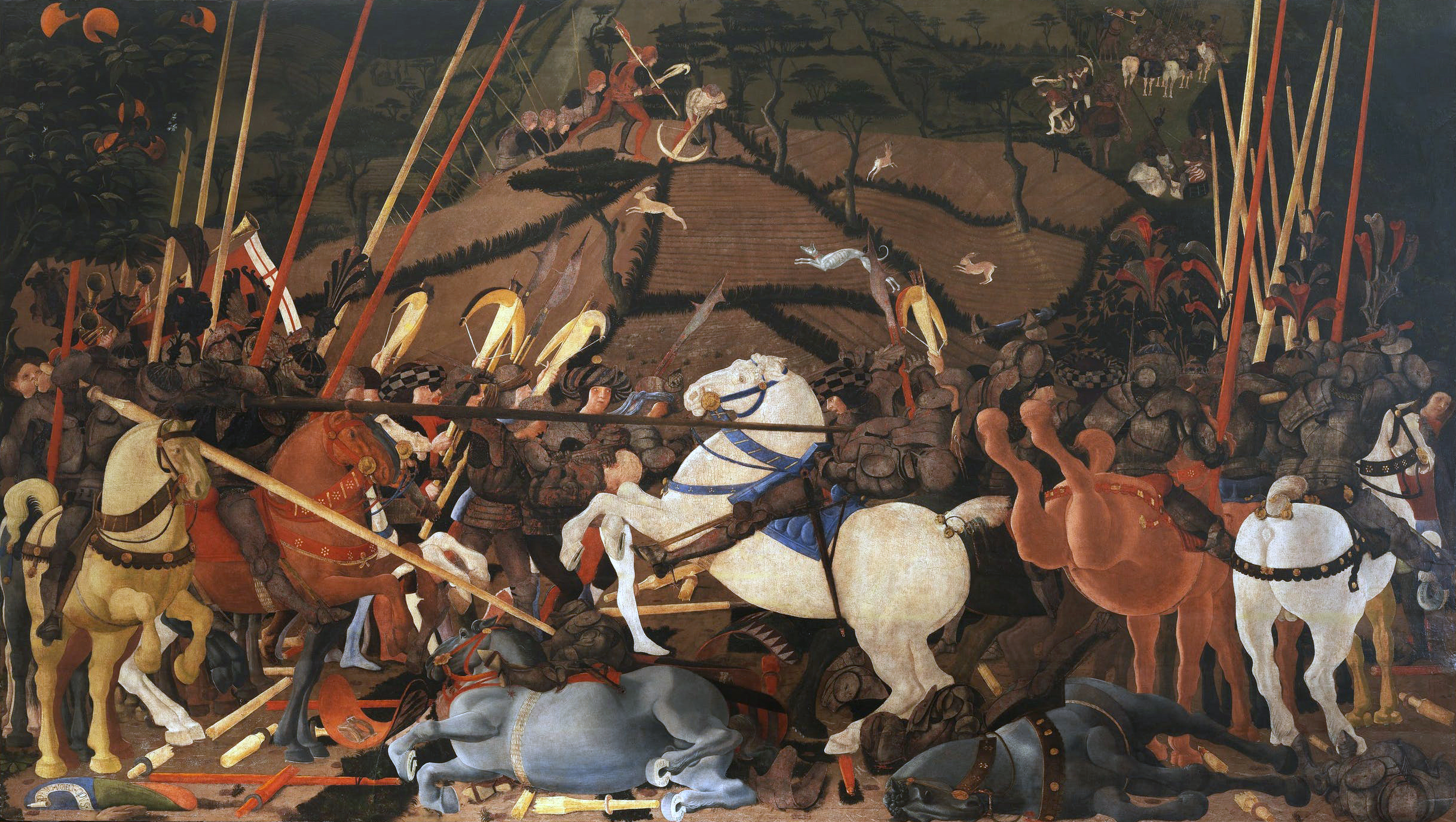
Bitwa pod San Romano, Bernardino della Ciarda zrzucony z konia, 1435-1436. Tempera na desce. 182 × 323 cm. Galeria Uffizi, Florencja

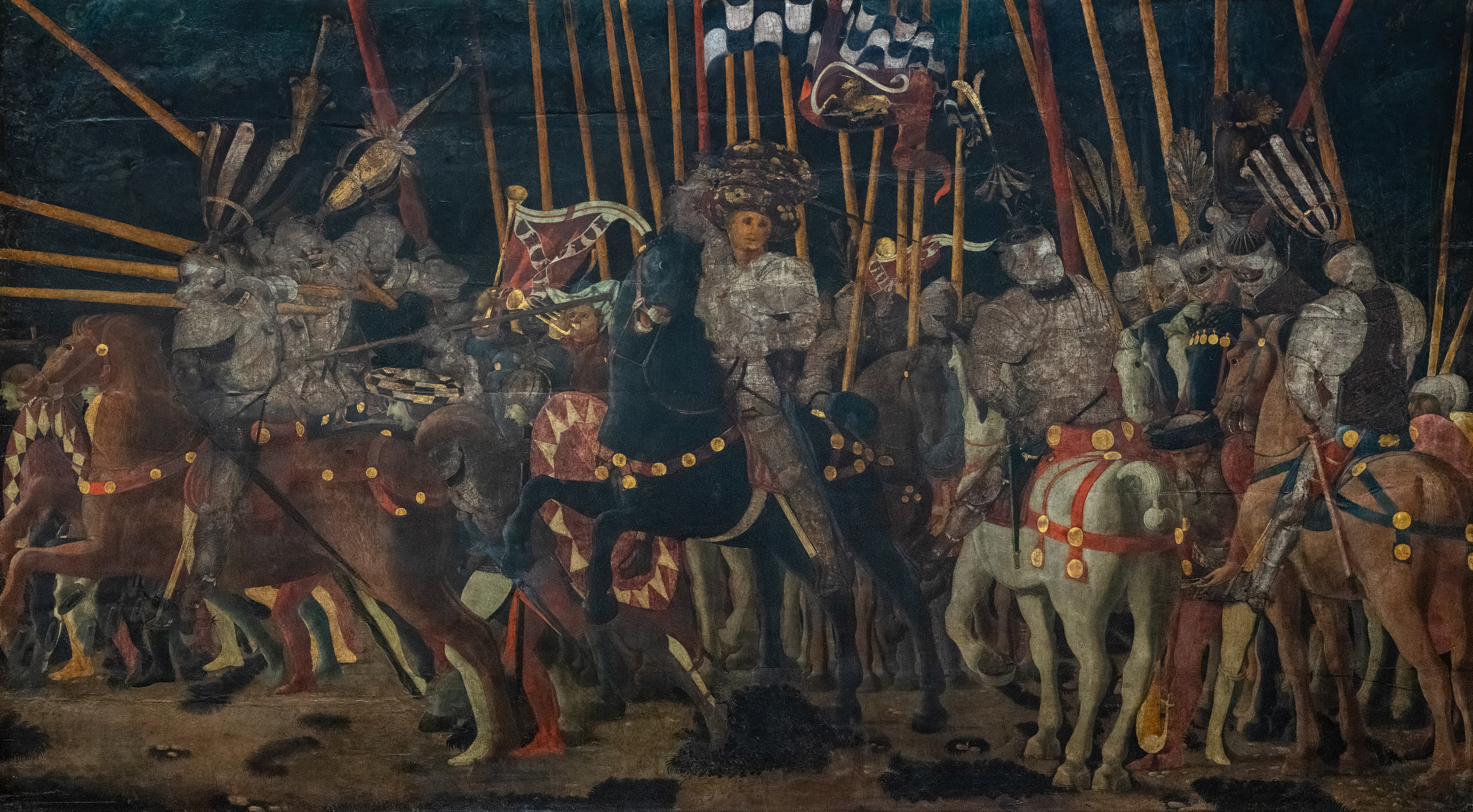
Bitwa pod San Romano, Przybycie odsieczy 1440. Tempera na desce. 180 × 315 cm. Luwr, Paryż

## Historia obrazu
Wykonanie obrazów zlecił członek florenckiego rodu Bartolini Salimbeli – Lionardo di Bartolomeo, urzędnik w okresie wojny ze Sieną. Czterdzieści lat po wykonaniu dzieł Wawrzyniec Wspaniały zdobył obrazy, które ozdobiły ściany jednej z sal, zwaną Salą Honorów, w Pałacu Medyceuszy przy via Larga. Po śmierci Lionarda jego synowie, Damiano i Andrea przenieśli obrazy do willi w Santa Maria w Quinto pod Florencja by następnie w roku 1484 przekazać je Wawrzyńcowi Wspaniałemu. W 1784 roku wszystkie obrazy trafiły do Uffizi. Obecnie trzy obrazy zostały podzielone pomiędzy National Gallery w Londynie, Luwr i Uffizi.

## Opis obrazu
Główna postać obrazu przedstawiona jest na białym koniu. Scena bitwy rozgrywa się na otwartej przestrzeni, choć malarz przedstawił ją tak, jakby odbywała się w ciasnym pomieszczeniu. Efekt taki dają leżące na ziemi włócznie i ciało zabitego rycerza, ułożone w taki sposób, że tworzą wzór szachownicy. Pole to wyraźnie jest wydzielone jaśniejszą barwą. Tło obrazu przedstawia wzgórze, toskański krajobraz, na którym widoczne są postacie zajęte polowaniem. Wspólną cechą tych dwóch scen jest broń i jej różne zastosowanie; broń jako narzędzie śmierci i służące do rozrywki.

## Pozostałe obrazy cyklu
Drugim obrazem Paola Uccella jest Bitwa pod San Romano z 1456 roku. Przedstawia scenę zrzucenia z siodła Bernardina della Ciardy, dowódcy wojsk sieneńskich. Obraz tak jak poprzednie wypełniony jest skrótami perspektywicznymi. Malarz zastosował tu perspektywę naturalną (perspectica naturalis) charakteryzującą się kilkoma punktami zbiegu oraz perspektywę centralną. Skróty perspektywiczne ukazane są za pomocą połamanych włóczni znajdujących się na ziemi oraz martwe konie i ciała rycerzy ukazane w nietypowych pozach. Pozioma włócznia strącająca sieneńskiego dowódcę wraz z inną włócznią godzącą w rycerza i ukośna linia ciała spadającego jeźdźca tworzą odwrócony trójkąt. Obraz z Uffizi jako jedyny z całej trójki posiada ślady srebrnej folii, która pokrywała zbroje rycerzy i tworzyła metaliczny refleks. Obraz obecnie znajduje się we Florencji w Muzeum Uffizi.
Trzeci obraz z tego cyklu powstał w latach 1435 – 1440 i przedstawia przybycie odsieczy, oddziałów dowodzonych przez Cortignoliego. Obecnie znajduje się w Paryżu w Luwrze.